# Goryphus townesi
Goryphus townesi là một loài tò vò trong họ Ichneumonidae.